# ريوش
ريوش (بالفارسية: ریوش) هي مدينة تقع في إيران في مقاطعة كوهسرخ. يقدر عدد سكانها بـ 4,610 نسمة.